# Fenestrobelba octo
Fenestrobelba octo är en kvalsterart som beskrevs av Balogh och Sandór Mahunka 1974. Fenestrobelba octo ingår i släktet Fenestrobelba och familjen Suctobelbidae. Inga underarter finns listade i Catalogue of Life.